# Serbien beim Eurovision Song Contest
Teilnehmende Rundfunkanstalt

Erste Teilnahme
2007
Anzahl der Teilnahmen
17 (Stand 2025)
Höchste Platzierung
1 (2007)
Höchste Punktzahl
312 (2022)
Niedrigste Punktzahl
28 (2025 SF)
Punkteschnitt (seit erstem Beitrag)
114,42 (Stand 2019)
Punkteschnitt pro abstimmendem Land im 12-Punkte-System
2,40 (Stand 2019)
Dieser Artikel befasst sich mit der Geschichte Serbiens als Teilnehmer am Eurovision Song Contest. Nach der Auflösung Serbien und Montenegros gab Serbien 2007 sein Debüt als eigenständiges Land. Radio-Televizija Srbije (RTS) hat seitdem an jedem ESC außer 2014 teilgenommen. Serbiens bestes Ergebnis war der Sieg von Marija Šerifović mit Molitva bei der ersten Teilnahme 2007.

## Teilnahme vor 2007
Serbien nahm von 1961 bis 1992 als Teil von Jugoslawien sowie 2004 und 2005 als Teil von Serbien und Montenegro am Eurovision Song Contest teil. Dabei stellte der serbische Sender folgende Beiträge:
- 1974 – Korni grupa: Generacija 42, 12. Platz.
- 1982 – Aska: Halo Halo, 14. Platz.
- 1991 – Bebi Dol: Brazil, 21. Platz.
- 1992 – Extra Nena: Ljubim te pesmama, 13. Platz
- 2004 – Željko Joksimović: Lane moje, 2. Platz.

Darüber hinaus gingen mit Ljiljana Petrović 1961 und Lola Novaković 1962 zwei serbische Sängerinnen als Beitrag des slowenischen Senders RTV Ljubljana für Jugoslawien an den Start.

## Regelmäßigkeit der Teilnahme und Erfolge im Wettbewerb

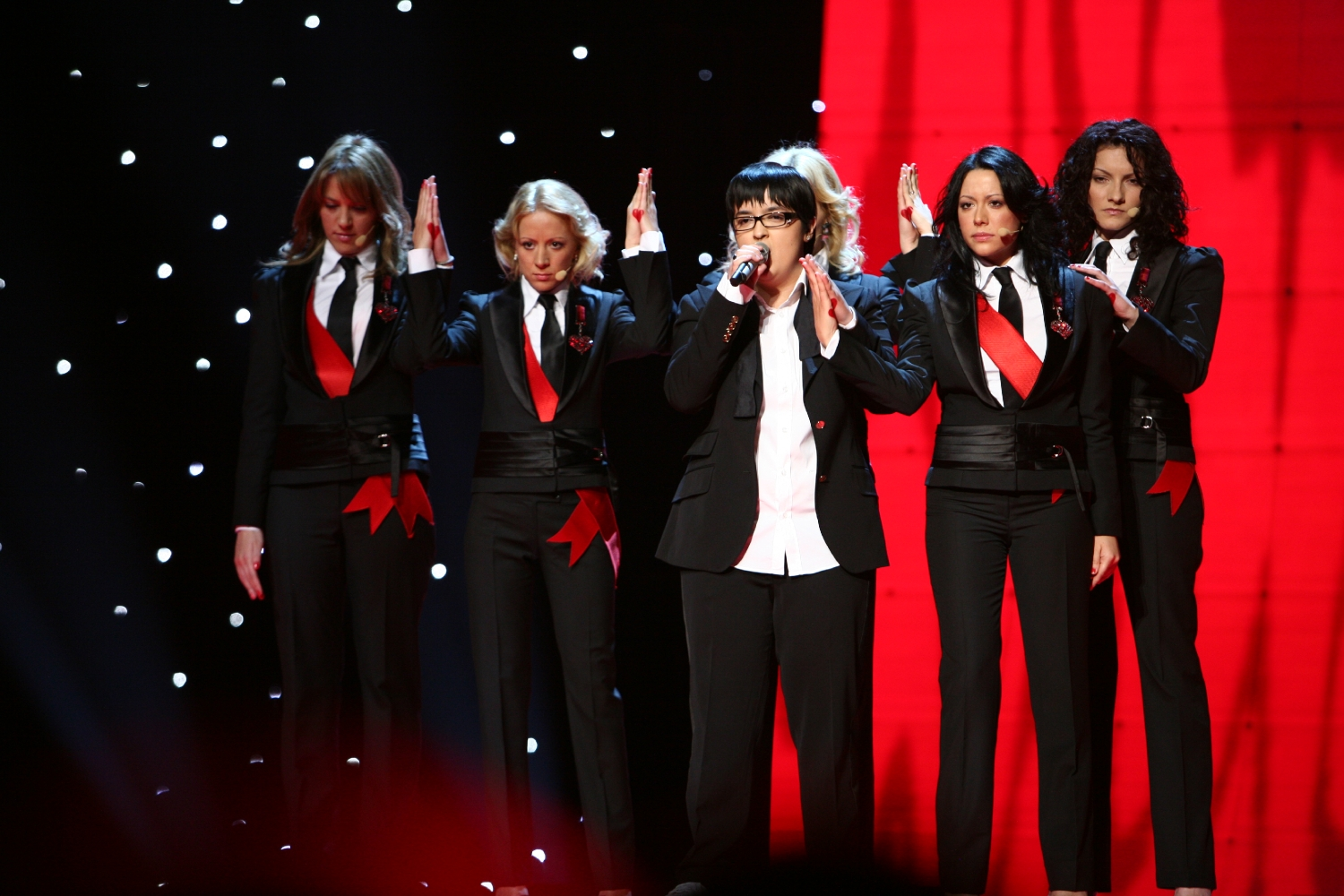
Marija Šerifović (Mitte) gewann 2007 für Serbien den Wettbewerb

Serbien nahm 2007 zum ersten Mal als eigenständige Nation am Eurovision Song Contest teil und war bei seiner ersten unabhängigen Teilnahme sofort erfolgreich. Nach einer erfolgreichen Qualifikation für das Finale, konnte Marija Šerifović mit ihrem Lied Molitva den Wettbewerb auf Anhieb gewinnen. Ein Jahr später richtete das Land dann erstmals den ESC aus und war somit bereits für das Finale als Gastgeber qualifiziert. Im Finale erreichte der serbische Beitrag Oro dann mit Platz 6 eine gute Platzierung. 2009 erreichte Serbien dann erstmals nicht das Finale, da der Beitrag Cipela nur Platz 10 im Halbfinale erreichte. 2008 und 2009 erreichten schließlich nur die ersten neun Plätze im Halbfinale das Finale, der zehnte Finalplatz wurde durch eine Jury vergeben. 2010 erreichte das Land dann aber wieder das Finale, erreichte hier mit Platz 13 aber eher eine durchschnittliche Platzierung. Auch 2011 erreichte der serbische Beitrag nur Platz 14 im Finale. 2012 war das Land aber wieder erfolgreich. Nachdem Željko Joksimović bereits im Halbfinale Platz 2 erreichen konnte, holte er mit Platz 3 im Finale Serbiens zweitbeste Platzierung bis heute im Wettbewerb. 2013 konnte dieser Erfolg allerdings nicht fortgesetzt werden. Das Trio Moje 3 erreichte im Halbfinale nur Platz 11 und erreichte somit nicht das Finale. Bis heute ist es Serbiens schlechteste Platzierung im Wettbewerb. Ebenfalls die 46 Punkte aus 2013 stellen Serbiens niedrigste Punktzahl im Wettbewerb dar. 2014 zog sich das Land dann aus finanziellen Gründen vom Wettbewerb zurück.
2015 kehrte das Land dann zum Wettbewerb zurück. Die Rückkehr war dabei auch relativ erfolgreich, schließlich erreichte Bojana Stamenov Platz 10 im Finale und damit Serbiens erste Platzierung unter den besten Zehn seit 2012. 2016 hingegen erreichte der serbische Beitrag nur Platz 18 und damit nur eine durchschnittliche Platzierung im Finale. 2017 schied Serbien dann zum bereits dritten Mal im Halbfinale aus. Allerdings verpasste Tijana Bogićević nur knapp das Finale, da sie Platz 11 im Halbfinale erreichte. 2018 konnten Sanja Ilić & Balkanika dann wieder das Finale erreichten, holten hier mit Platz 19 aber auch nur eine eher durchschnittliche Platzierung. Auch 2019 gelang der Einzug ins Finale, am Ende belegte das Land mit Platz 18 jedoch nur eine Platzierung im unteren Mittelfeld. 2021 erreichte man im Finale einen 15. Platz und landete somit im Mittelfeld. 2022 wurde dann Serbiens bestes Ergebnis seit 2012 erzielt: ein 5. Platz mit 312 Punkten. Ebenfalls wurde 2022 ein neuer Punkterekord für Serbien aufgestellt, der sogar das der Siegerin von 2007, Marija Šerifović, übertraf. 2023 erreichte Luke Black ebenfalls das Finale, mit Platz 24 von 26 erzielte man allerdings das schlechteste Ergebnis, welches Serbien jemals in einem Finale erzielte. Auch 2024 konnte man sich erneut für das Finale qualifizieren, wo man auf dem 17. Platz landete. 2025 schied Serbien erstmals seit 2017 zum vierten Mal im Halbfinale aus.
Insgesamt landeten also 5 von den 17 Beiträgen in der linken Tabellenhälfte. Außerdem konnte Serbien bereits einmal den Sieg erringen und einmal Platz 3 erreichen. Hinzu kommen noch drei weitere Platzierungen unter den ersten Zehn. Ebenfalls verpasste das Land auch nur viermal das Finale und landete bisher noch nie auf einen der letzten Plätze. Damit zählt Serbien zu den erfolgreicheren Teilnehmern im Wettbewerb.

## Liste der Beiträge
Farblegende:
– 1. Platz. 
– 2. Platz. 
– 3. Platz. 
– Punktgleichheit mit dem letzten Platz.
– ausgeschieden im Halbfinale/in der Qualifikation/im osteuropäischen Vorentscheid.
– keine Teilnahme/nicht qualifiziert.
– Absage des Eurovision Song Contests.
| Jahr | Interpret                                                           | Titel Musik (M) und Text (T)                                                                         | Sprache                  | Übersetzung                | Finale                                           | Finale                                           | Halbfinale/ Qualifikation                        | Halbfinale/ Qualifikation                        | Nationaler Vorentscheid  |
| Jahr | Interpret                                                           | Titel Musik (M) und Text (T)                                                                         | Sprache                  | Übersetzung                | Platz                                            | Punkte                                           | Platz                                            | Punkte                                           | Nationaler Vorentscheid  |
| ---- | ------------------------------------------------------------------- | --- | ------------------------ | -------------------------- | ------------------------------------------------ | ------------------------------------------------ | ------------------------------------------------ | ------------------------------------------------ | ------------------------ |
| 2007 | Marija Šerifović Марија Шерифовић                                   | Molitva (Молитва) M: Vladimir Graić; T: Saša Milošević Mare                                          | Serbisch                 | Gebet                      | 1 / 24                                           | 268                                              | 1 / 28                                           | 298                                              | Beovizija 2007           |
| 2008 | Jelena Tomašević feat. Bora Dugić Јелена Томашевић feat. Бора Дугић | Oro (Оро) M: Željko Joksimović; T: Dejan Ivanović                                                    | Serbisch                 | Oro (serbischer Volkstanz) | 6 / 25                                           | 160                                              | Direkt für das Finale qualifiziert               | Direkt für das Finale qualifiziert               | Beovizija 2008           |
| 2009 | Marko Kon & Milaan Марко Кон & Мілаан                               | Cipela (Ципела) M: Marko Kon, Milan Nikolić, Aleksandar Milanović Kobac; T: Marko Kon                | Serbisch                 | Schuh                      | Ausgeschieden                                    | Ausgeschieden                                    | 10 / 19                                          | 60                                               | Beovizija 2009           |
| 2010 | Milan Stanković Милан Станковић                                     | Ovo je Balkan (Ово je Балкaн) M: Goran Bregović; T: Marina Tucaković                                 | Serbisch                 | Das ist der Balkan         | 13 / 25                                          | 72                                               | 5 / 17                                           | 79                                               | Tri pa jedan za Oslo     |
| 2011 | Nina Нина                                                           | Čaroban (Чаробан) M/T: Kristina Kovač                                                                | Serbisch                 | Magisch                    | 14 / 25                                          | 85                                               | 8 / 19                                           | 67                                               | Pesma za Evropu 2011     |
| 2012 | Željko Joksimović Жељко Јоксимовић                                  | Nije Ljubav Stvar (Није љубав ствар) M: Željko Joksimović; T: Marina Tucaković, Miloš Roganović      | Serbisch                 | Liebe ist kein Gegenstand  | 3 / 26                                           | 214                                              | 2 / 18                                           | 159                                              | interne Auswahl          |
| 2013 | Moje 3                                                              | Ljubav je svuda (Љубав је свуда) M: Saša Milošević; T: Marina Tucaković                              | Serbisch                 | Liebe ist überall          | Ausgeschieden                                    | Ausgeschieden                                    | 11 / 16                                          | 46                                               | Beosong 2013             |
| 2014 | Auf Teilnahme verzichtet                                            | Auf Teilnahme verzichtet                                                                             | Auf Teilnahme verzichtet | Auf Teilnahme verzichtet   | Auf Teilnahme verzichtet                         | Auf Teilnahme verzichtet                         | Auf Teilnahme verzichtet                         | Auf Teilnahme verzichtet                         | Auf Teilnahme verzichtet |
| 2015 | Bojana Stamenov Бојана Стаменов                                     | Beauty Never Lies M: Vladimir Graić; T: Charlie Mason                                                | Englisch                 | Schönheit lügt nie         | 10 / 27                                          | 53                                               | 9 / 16                                           | 63                                               | Odbrojavanje za Beč      |
| 2016 | Sanja Vučić Сања Вучић                                              | Goodbye (Shelter) M/T: Ivana Peters                                                                  | Englisch                 | Abschied                   | 18 / 26                                          | 115                                              | 10 / 18                                          | 105                                              | interne Auswahl          |
| 2017 | Tijana Bogićević Тијана Богићевић                                   | In Too Deep M/T: Borislav Milanov, Bo Persson, Johan Alkenas, Lisa Ann-Marie Linder                  | Englisch                 | Zu tief drin               | Ausgeschieden                                    | Ausgeschieden                                    | 11 / 18                                          | 98                                               | interne Auswahl          |
| 2018 | Sanja Ilić & Balkanika Сања Илић & Балканика                        | Nova deca (Нова деца) M/T: Sanja Ilić, Tatjana Karajanov Ilić, Darko Dimitrov, Danica Krstajić       | Serbisch, Torlakisch     | Neue Kinder                | 19 / 26                                          | 113                                              | 9 / 18                                           | 117                                              | Beovizija 2018           |
| 2019 | Nevena Božović Невена Божовић                                       | Kruna (Круна) M: Nevena Božović, Darko Dimitrov; T: Nevena Božović                                   | Serbisch, Englisch       | Krone                      | 18 / 26                                          | 89                                               | 7 / 17                                           | 156                                              | Beovizija 2019           |
| 2020 | Hurricane                                                           | Hasta la vista M: Nemanja Antonić; T: Sanja Vučić, Kosana Stojić                                     | Serbisch                 | Bis bald                   | Absage wegen der COVID-19-Pandemie durch die EBU | Absage wegen der COVID-19-Pandemie durch die EBU | Absage wegen der COVID-19-Pandemie durch die EBU | Absage wegen der COVID-19-Pandemie durch die EBU | Beovizija 2020           |
| 2021 | Hurricane                                                           | Loco loco M: Nemanja Antonić, Darko Dimitrov; T: Sanja Vučić                                         | Serbisch                 | Verrückt, verrückt         | 15 / 26                                          | 102                                              | 8 / 17                                           | 124                                              | interne Auswahl          |
| 2022 | Konstrakta                                                          | In corpore sano M: Ana Đurić, Milovan Bošković; T: Ana Đurić                                         | Serbisch, Latein         | In einem gesunden Körper   | 5 / 25                                           | 312                                              | 3 / 18                                           | 237                                              | Pesma za Evroviziju 2022 |
| 2023 | Luke Black                                                          | Samo mi se spava (Само ми се спава) M/T: Luke Black                                                  | Serbisch, Englisch       | Ich bin nur müde           | 24 / 26                                          | 30                                               | 10 / 15                                          | 37                                               | Pesma za Evroviziju 2023 |
| 2024 | Teya Dora                                                           | Ramonda (Рамонда) M: Teodora Pavlovska, Luka Jovanović; T: Teodora Pavlovska, Andrijano Kadović Ajzi | Serbisch                 | Nathalia-Felsenteller      | 17 / 25                                          | 54                                               | 10 / 15                                          | 47                                               | Pesma za Evroviziju 2024 |
| 2025 | Princ Принц                                                         | Mila (Мила) M/T: Dušan Bačić                                                                         | Serbisch                 | Liebling                   | Ausgeschieden                                    | Ausgeschieden                                    | 14 / 16                                          | 28                                               | Pesma za Evroviziju 2025 |

## Kommentatoren und Punktesprecher
| Jahr | Kommentator | Punktesprecher           |
| ---- | --- | ------------------------ |
| 2007 | Duška Vučinić | Maja Nikolić             |
| 2008 | Dragan Ilić & Mladen Popović | Dušica Spasić            |
| 2009 | Dragan Ilić (Erstes Halbfinale) Duška Vučinić (Zweites Halbfinale und Finale)                                                                          | Jovana Janković          |
| 2010 | Dragan Ilić (alle Shows) Duška Vučinić (Erstes Halbfinale und Finale)                                                                                  | Maja Nikolić             |
| 2011 | Marina Nikolić (Erstes Halbfinale) Dragan Ilić (Zweites Halbfinale) Duška Vučinić (Finale) Tanja Zeljković (Erstes Halbfinale und Finale)              | Dušica Spasić            |
| 2012 | Dragan Ilić (Erstes Halbfinale) Duška Vučinić (Zweites Halbfinale und Finale) Tanja Zeljković (Finale)                                                 | Maja Nikolić             |
| 2013 | Duška Vučinić (Erstes Halbfinale) Marina Nikolić (Zweites Halbfinale) Silvana Grujić (Finale)                                                          | Maja Nikolić             |
| 2014 | Silvana Grujić (beide Halbfinals) Silvana Grujić & Dragan Ilić (Finale)                                                                                | Auf Teilnahme verzichtet |
| 2015 | Duška Vučinić (Erstes Halbfinale und Finale) Silvana Grujić (Zweites Halbfinale)                                                                       | Maja Nikolić             |
| 2016 | Dragan Ilić (Erstes Halbfinale) Duška Vučinić (Zweites Halbfinale und Finale)                                                                          | Dragana Kosjerina        |
| 2017 | Silvana Grujić & Olga Kapor (Erstes Halbfinale) Duška Vučinić (Zweites Halbfinale und Finale)                                                          | Sanja Vučić              |
| 2018 | Silvana Grujić & Tamara Petković (Erstes Halbfinale) Duška Vučinić, Nataša Raketić & Katarina Epstein (Zweites Halbfinale und Finale)                  | Dragana Kosjerina        |
| 2019 | Duška Vučinić (Erstes Halbfinale und Finale) Tamara Petković & Katarina Epstein (Zweites Halbfinale) Nikoleta Dojčinović und Katarina Epstein (Finale) | Dragana Kosjerina        |
| 2021 | Duška Vučinić, Nikoleta Dojčinović & Katarina Epstein (alle Shows)                                                                                     | Dragana Kosjerina        |
| 2022 | Silvana Grujić (Erstes Halbfinale) Duška Vučinić (Zweites Halbfinale und Finale) Nikoleta Dojčinović & Katarina Epstein (alle Shows)                   | Dragana Kosjerina        |
| 2023 | Duška Vučinić (alle Shows) Nikoleta Dojčinović & Katarina Epstein (Finale)                                                                             | Dragana Kosjerina        |
| 2024 | Duška Vučinić (alle Shows) Katarina Epstein (Erstes Halbfinale und Finale) Nikoleta Dojčinović (Finale)                                                | Konstrakta               |
| 2025 | Duška Vučinić (alle Shows) Nikoleta Dojčinović & Katarina Tošić (Zweites Halbfinale)                                                                   | Dragana Kosjerina        |

## Nationale Vorentscheide
Der Großteil der serbischen Beiträge wurde über eine nationale Vorentscheidung ermittelt. Lediglich 2012, 2016 und 2017 wählte das Land seine Beiträge intern aus. Die dabei am häufigsten genutzte Vorentscheidung ist das Festival Beovizija. In den Jahren 2007, 2008, 2009, 2018 und 2019 wurde es genutzt um den serbischen Beitrag zu bestimmen. In den anderen Jahren wurden verschiedene Formate genutzt, um den serbischen Beitrag zu bestimmen. Nach einem Streit zwischen der Produktionsfirma Beoton und RTS bestimmt die Beovizija ab 2022 nicht mehr den serbischen Vertreter. Der neue Vorentscheid trägt den Titel Pesma za Evroviziju (Lied für die Eurovision).

### Tri pa jedan za Oslo(2010),Pesma za Evropu(2011) undOdbrojavanje za Beč(2015)
Die Auswahl des Beitrags zum Eurovision Song Contest 2010 fand mit nur drei Interpreten statt, die alle ein von Goran Bregović komponiertes Lied sangen. Auch 2011 wurde dieses System angewandt, bei dem Kornelije Kovač sowie seine Töchter Kristina und Aleksandra Kovač je einen Titel komponierten. 2015 fand dieses System wieder Anwendung, wobei dieses Mal Vladimir Graić, Komponist des Siegertitels Molitva von 2007, drei Songs für drei Interpreten schrieb.

### Beosong(2013)
2013 gab es ein Halbfinale mit 15 Teilnehmern, aus dem fünf Teilnehmer ins Finale einzogen.

## Sprachen
Serbien war bis 2015 das einzige Land, das noch nie auch nur teilweise auf Englisch gesungen hat. Für 2015 hatte sich RTS entschieden, das erste Mal auf Englisch zu singen, nachdem das Lied beim Vorentscheid noch auf Serbisch präsentiert wurde. Auch 2016 und 2017 wurden die serbischen Beiträge jeweils komplett auf Englisch gesungen. Seit der Wiedereinführung der Beovizija als Auswahlmethode, werden die Beiträge wieder auf Serbisch vorgestellt. 2019 stellte Serbien zum ersten Mal ein Lied auf Serbisch und Englisch vor.

## Ausgetragene Wettbewerbe
| Jahr | Stadt   | Austragungsort | Moderation                          |
| ---- | ------- | -------------- | ----------------------------------- |
| 2008 | Belgrad | Belgrad-Arena  | Željko Joksimović & Jovana Janković |

## Punktevergabe
Folgende Länder erhielten die meisten Punkte von oder vergaben die meisten Punkte an Serbien (Stand: 2025):
| Die meisten im Finale vergebenen Punkte | Die meisten im Finale vergebenen Punkte | Die meisten im Finale vergebenen Punkte |
| Platz                                   | Land                                    | Punkte                                  |
| --------------------------------------- | --------------------------------------- | --------------------------------------- |
| 1                                       | Italien                                 | 96                                      |
| 2                                       | Schweden                                | 84                                      |
| 3                                       | Russland                                | 73                                      |
| 4                                       | Ukraine                                 | 71                                      |
| 5                                       | Frankreich                              | 69                                      |

| Die meisten im Finale erhaltenen Punkte | Die meisten im Finale erhaltenen Punkte | Die meisten im Finale erhaltenen Punkte |
| Platz                                   | Land                                    | Punkte                                  |
| --------------------------------------- | --------------------------------------- | --------------------------------------- |
| 1                                       | Kroatien                                | 157                                     |
| 2                                       | Nordmazedonien                          | 150                                     |
| 3                                       | Slowenien                               | 144                                     |
| 4                                       | Montenegro                              | 138                                     |
| 5                                       | Schweiz                                 | 118                                     |

| Die meisten insgesamt vergebenen Punkte | Die meisten insgesamt vergebenen Punkte | Die meisten insgesamt vergebenen Punkte |
| Platz                                   | Land                                    | Punkte                                  |
| --------------------------------------- | --------------------------------------- | --------------------------------------- |
| 1                                       | Ungarn                                  | 156                                     |
| 2                                       | Kroatien                                | 155                                     |
| 3                                       | Nordmazedonien                          | 144                                     |
| 4                                       | Schweden                                | 130                                     |
| 5                                       | Griechenland                            | 129                                     |
| 5                                       | Slowenien                               | 129                                     |

| Die meisten insgesamt erhaltenen Punkte | Die meisten insgesamt erhaltenen Punkte | Die meisten insgesamt erhaltenen Punkte |
| Platz                                   | Land                                    | Punkte                                  |
| --------------------------------------- | --------------------------------------- | --------------------------------------- |
| 1                                       | Nordmazedonien                          | 254                                     |
| 2                                       | Kroatien                                | 247                                     |
| 3                                       | Slowenien                               | 240                                     |
| 4                                       | Montenegro                              | 234                                     |
| 5                                       | Schweiz                                 | 195                                     |

### Vergaben der Höchstwertung
Seit 2007 vergab Serbien die Höchstpunktzahl im Finale an 17 verschiedene Länder, davon viermal an Bosnien & Herzegowina. Im Halbfinale dagegen vergab Serbien die Höchstpunktzahl an acht verschiedene Länder, davon fünfmal an Ungarn und Kroatien.
Seit 2016 vergibt jedes Land im Finale zwei Punktesätze. Dabei stammt einer von der Jury, hier mit (J) markiert, und einer vom Televoting, hier mit (T) markiert. Im Halbfinale galt diese Regel bis 2022 ebenfalls, seit 2023 wird dort nur per Televoting abgestimmt.
| Höchstwertung (Finale) | Höchstwertung (Finale)   | Höchstwertung (Finale)   |
| Jahr                   | Land                     | Platz                    |
| ---------------------- | ------------------------ | ------------------------ |
| 2007                   | Ungarn                   | 9                        |
| 2008                   | Bosnien und Herzegowina  | 10                       |
| 2009                   | Bosnien und Herzegowina  | 9                        |
| 2010                   | Bosnien und Herzegowina  | 17                       |
| 2011                   | Bosnien und Herzegowina  | 6                        |
| 2012                   | Nordmazedonien           | 13                       |
| 2013                   | Dänemark                 | 1                        |
| 2014                   | Auf Teilnahme verzichtet | Auf Teilnahme verzichtet |
| 2015                   | Montenegro               | 13                       |
| 2016                   | Ukraine (J)              | 1                        |
| 2016                   | Russland (T)             | 3                        |
| 2017                   | Portugal (J)             | 1                        |
| 2017                   | Ungarn (T)               | 8                        |
| 2018                   | Schweden (J)             | 7                        |
| 2018                   | Ungarn (T)               | 21                       |
| 2019                   | Nordmazedonien (J & T)   | 7                        |
| 2020                   | Wettbewerb abgesagt      | Wettbewerb abgesagt      |
| 2021                   | Frankreich (J)           | 2                        |
| 2021                   | Italien (T)              | 1                        |
| 2022                   | Aserbaidschan (J)        | 16                       |
| 2022                   | Moldau (T)               | 7                        |
| 2023                   | Slowenien (J)            | 21                       |
| 2023                   | Finnland (T)             | 2                        |
| 2024                   | Kroatien (J & T)         | 2                        |
| 2025                   | Frankreich (J)           | 7                        |
| 2025                   | Estland (T)              | 3                        |

| Höchstwertung (Halbfinale) | Höchstwertung (Halbfinale) | Höchstwertung (Halbfinale) |
| Jahr                       | Land                       | Platz                      |
| -------------------------- | -------------------------- | -------------------------- |
| 2007                       | Ungarn                     | 2                          |
| 2008                       | Nordmazedonien             | 10                         |
| 2009                       | Kroatien                   | 13                         |
| 2010                       | Bosnien und Herzegowina    | 8                          |
| 2011                       | Kroatien                   | 15                         |
| 2012                       | Kroatien                   | 12                         |
| 2013                       | Montenegro                 | 12                         |
| 2014                       | Auf Teilnahme verzichtet   | Auf Teilnahme verzichtet   |
| 2015                       | Nordmazedonien             | 15                         |
| 2016                       | Nordmazedonien (J & T)     | 11                         |
| 2017                       | Ungarn (J & T)             | 2                          |
| 2018                       | Schweden (J)               | 2                          |
| 2018                       | Ungarn (T)                 | 10                         |
| 2019                       | Montenegro (J)             | 16                         |
| 2019                       | Ungarn (T)                 | 12                         |
| 2020                       | Wettbewerb abgesagt        | Wettbewerb abgesagt        |
| 2021                       | Island (J)                 | 2                          |
| 2021                       | Moldau (T)                 | 7                          |
| 2022                       | Schweden (J)               | 1                          |
| 2022                       | Montenegro (T)             | 17                         |
| 2023                       | Kroatien                   | 8                          |
| 2024                       | Kroatien                   | 1                          |
| 2025                       | Montenegro                 | 16                         |

## Verschiedenes
- Serbien ist das einzige Land, das bei seiner ersten Teilnahme gewann, mit Ausnahme der Schweiz, die den ersten überhaupt ausgetragenen Wettbewerb gewann, jedoch nur mit ihrem zweiten Beitrag des Abends. Damit löste Serbien die zuvor gesetzte Höchstmarke Polens und Serbien und Montenegros, die 1994 beziehungsweise 2004 den zweiten Rang erreichten, ab.
- Serbien ist eines von drei Ländern, welches den Barbara Dex Award zweimal gewann. Mit dem Award wird das schlechteste Outfit beim ESC "geehrt". Serbien gewann ihn 2010 und 2013. Die anderen Länder sind Nordmazedonien und Portugal.

## Impressionen

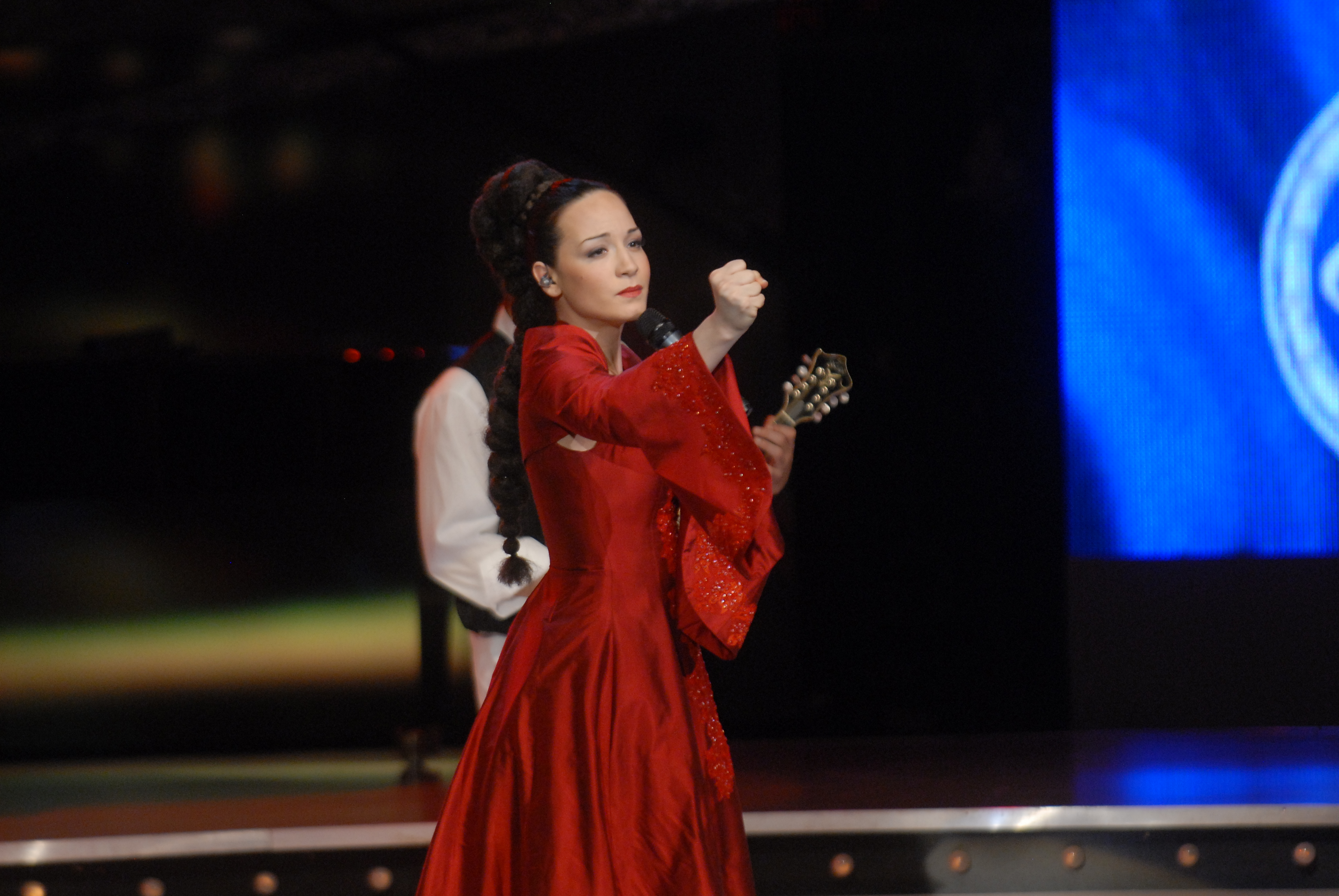
Jelena Tomasevic 2008
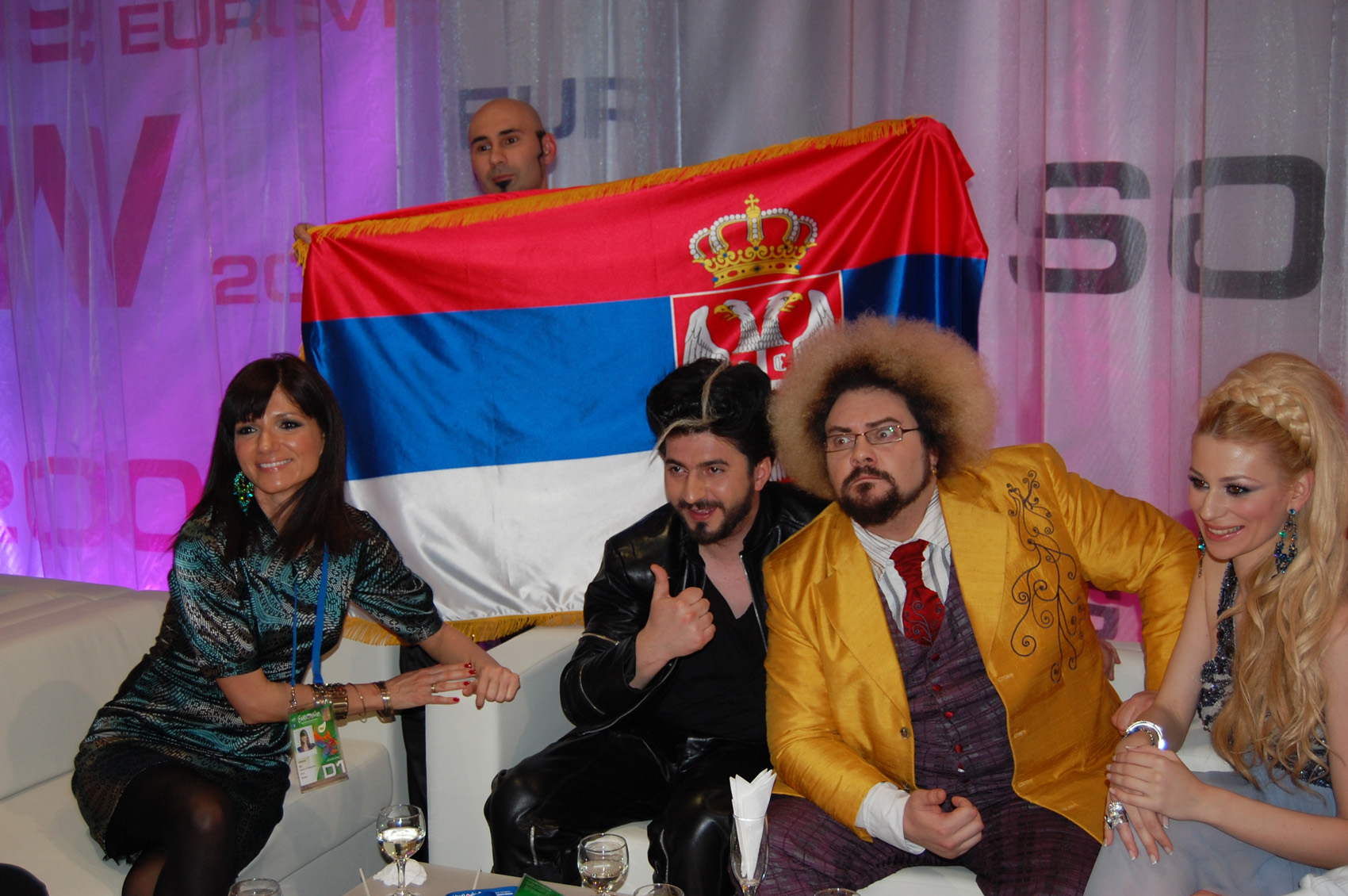
Marko Kon & Milaan 2009
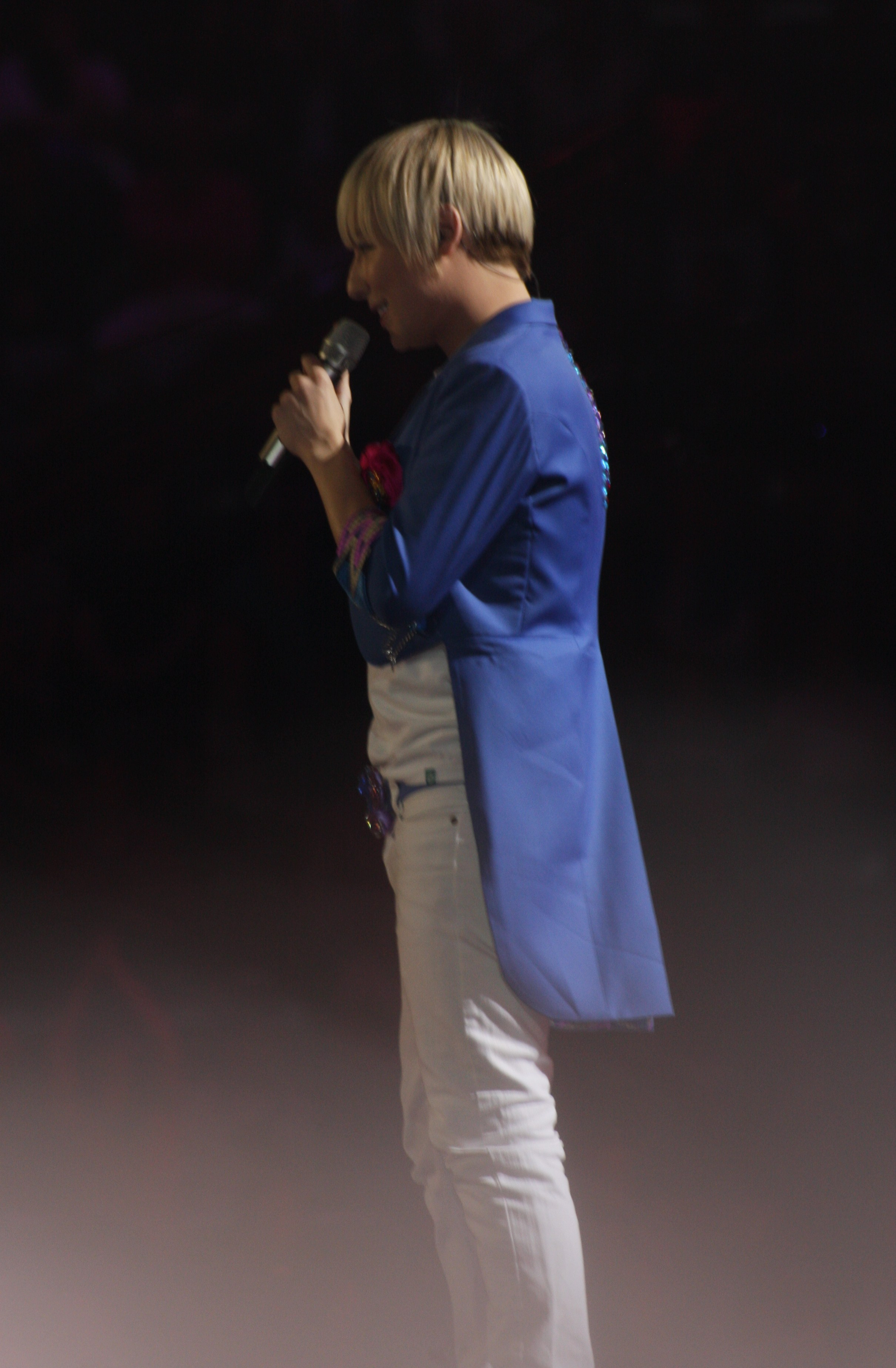
Milan Stanković 2010
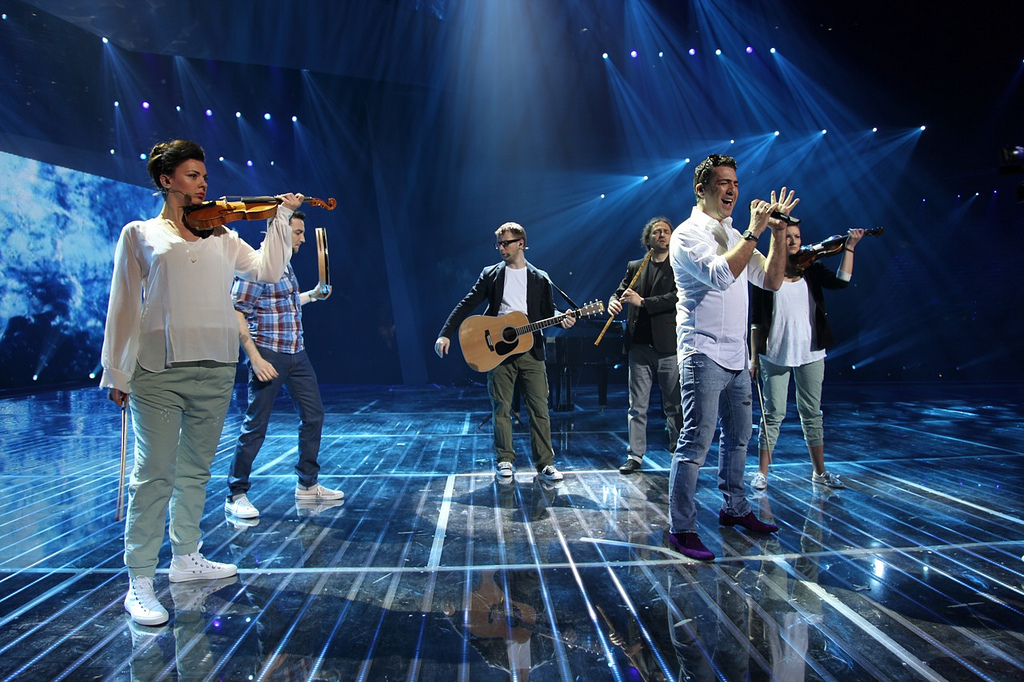
Željko Joksimović 2012
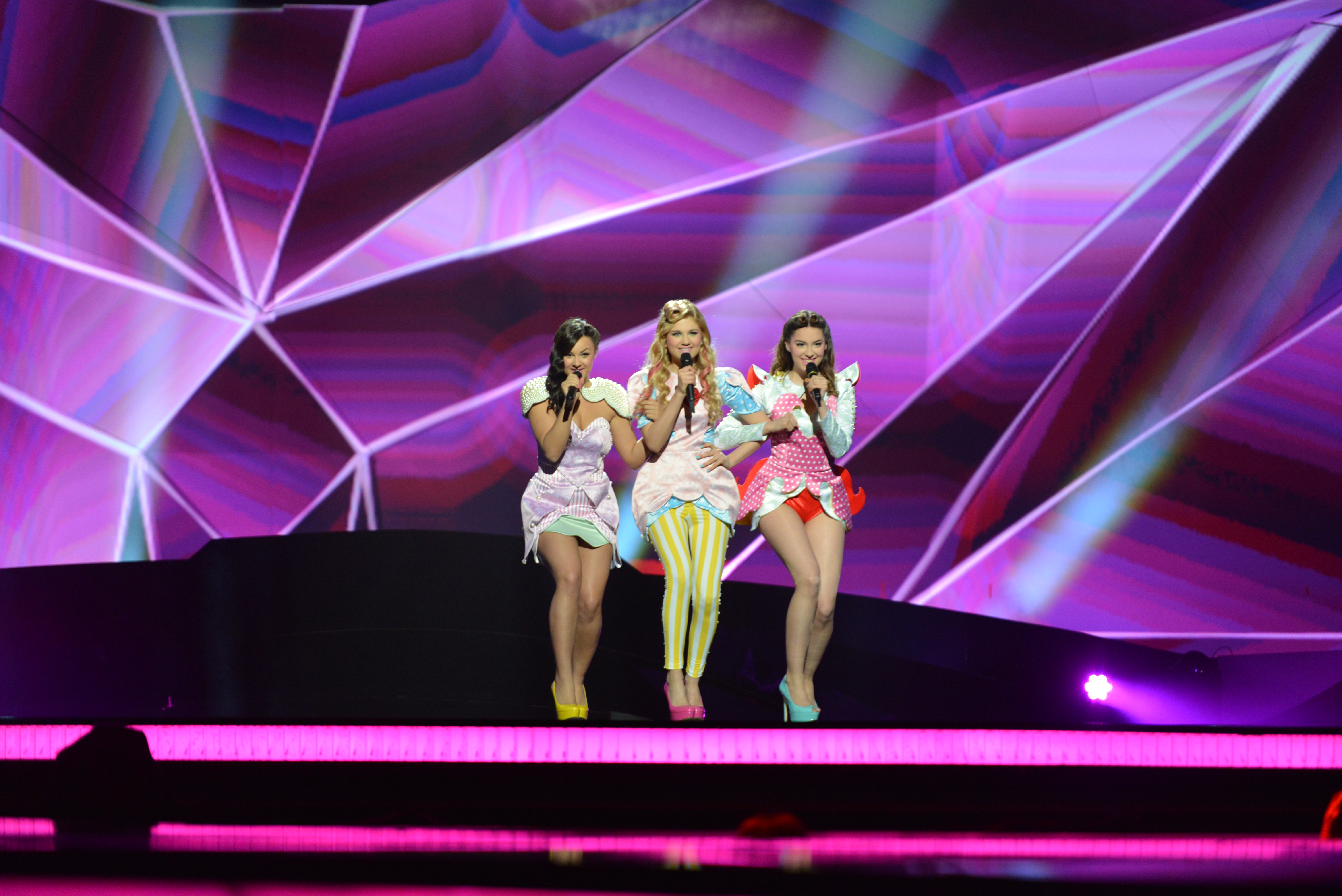
Moje 3 2013
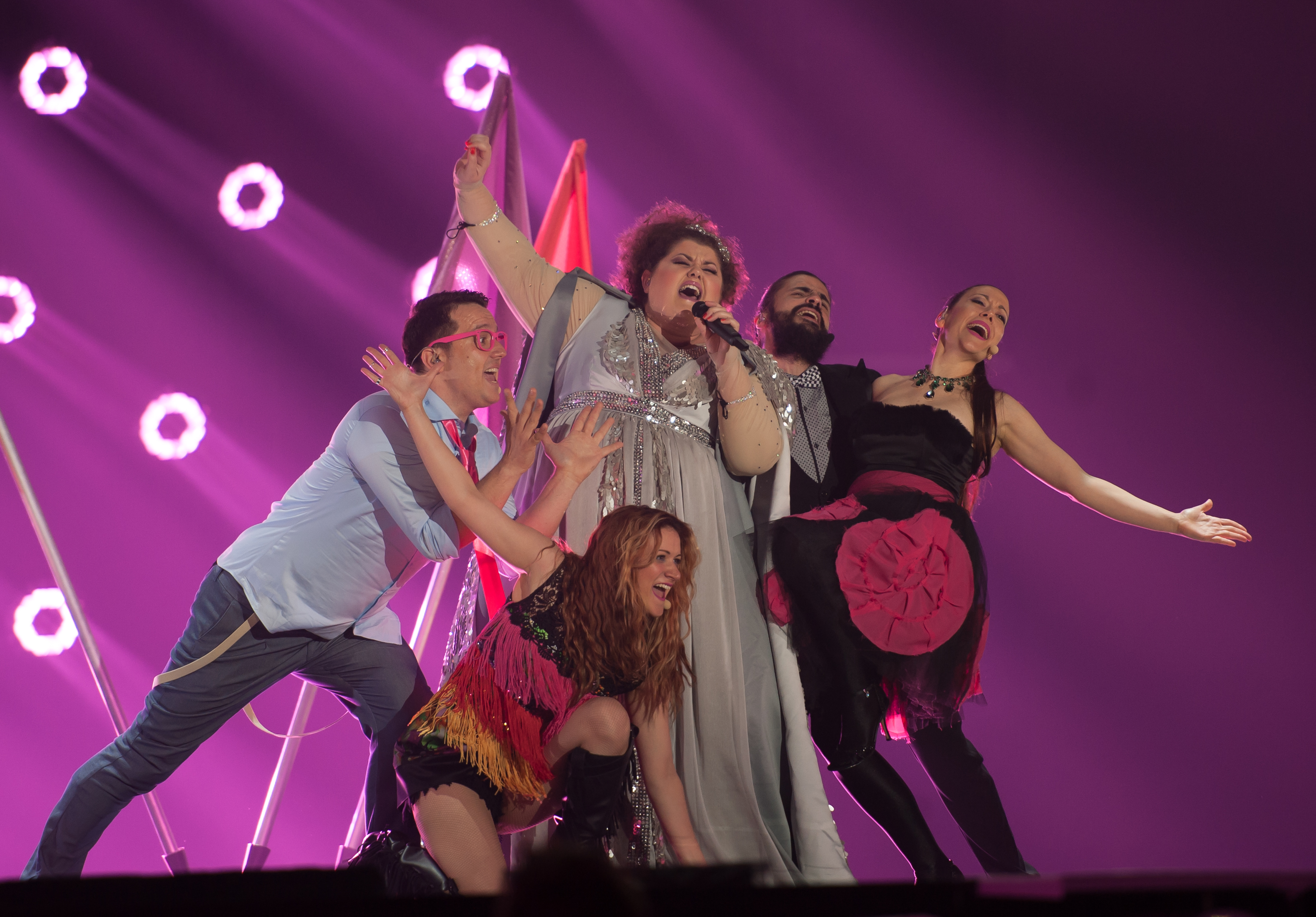
Bojana Stamenov 2015
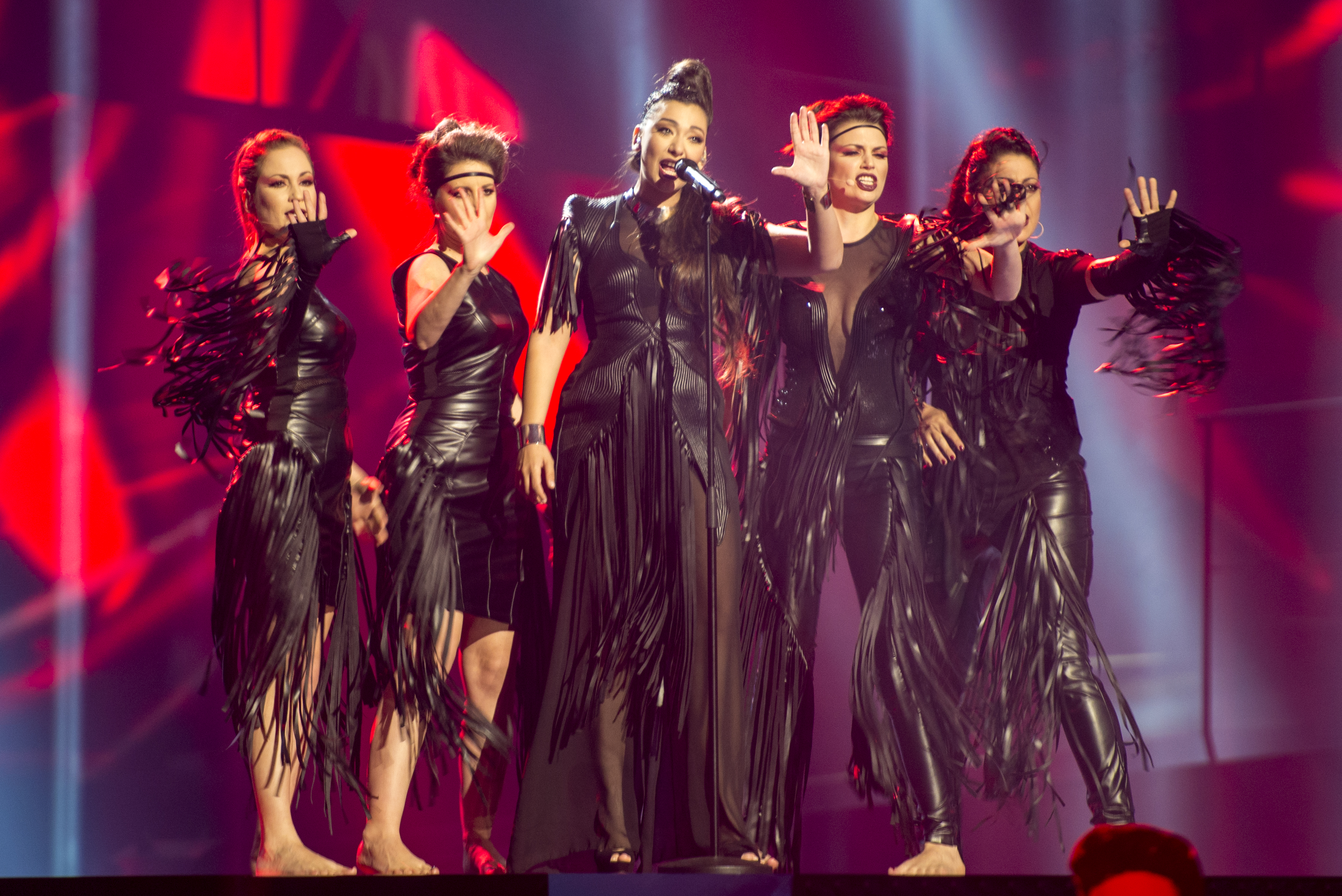
Sanja Vučić 2016
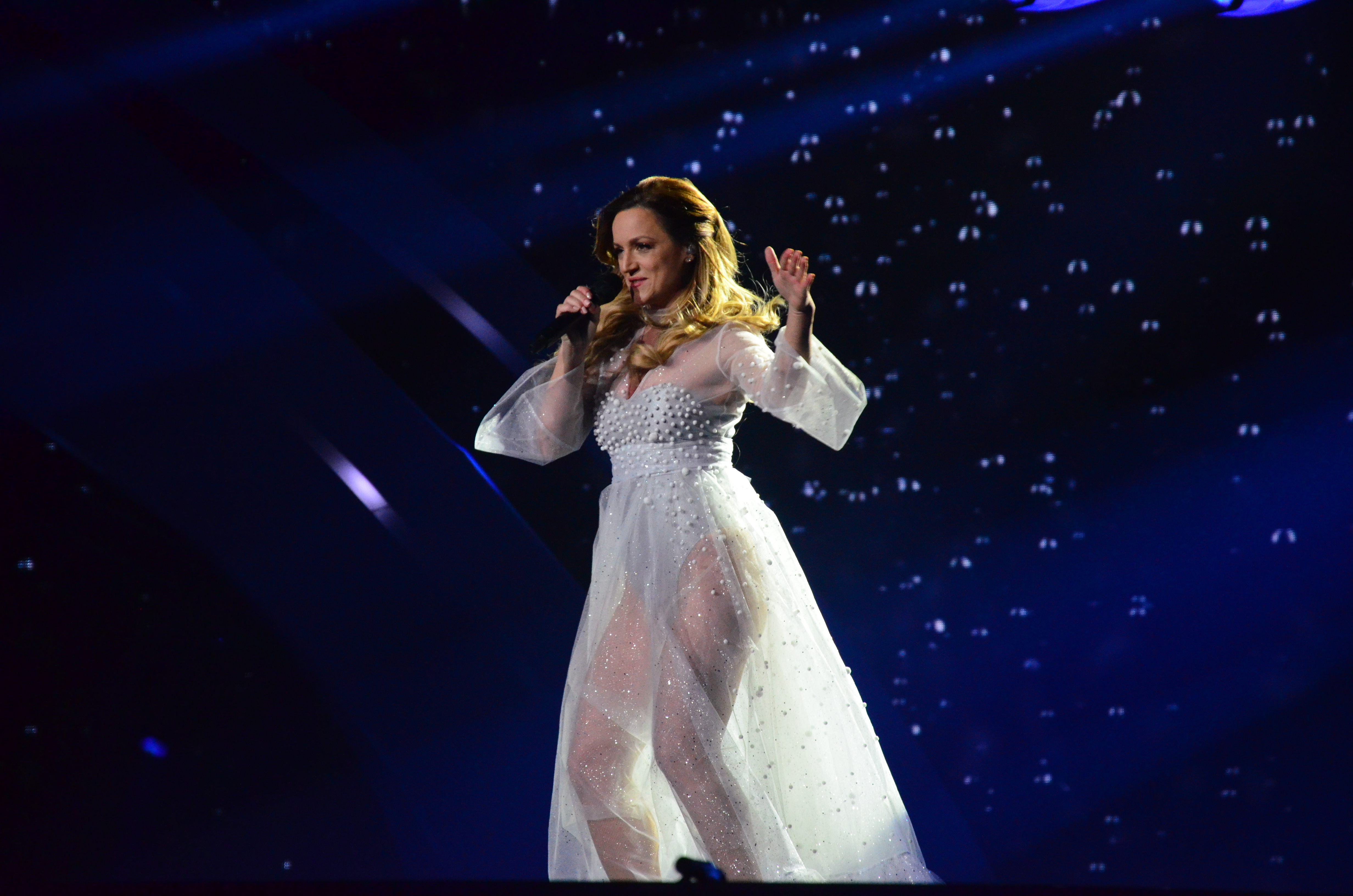
Tijana Bogićević 2017
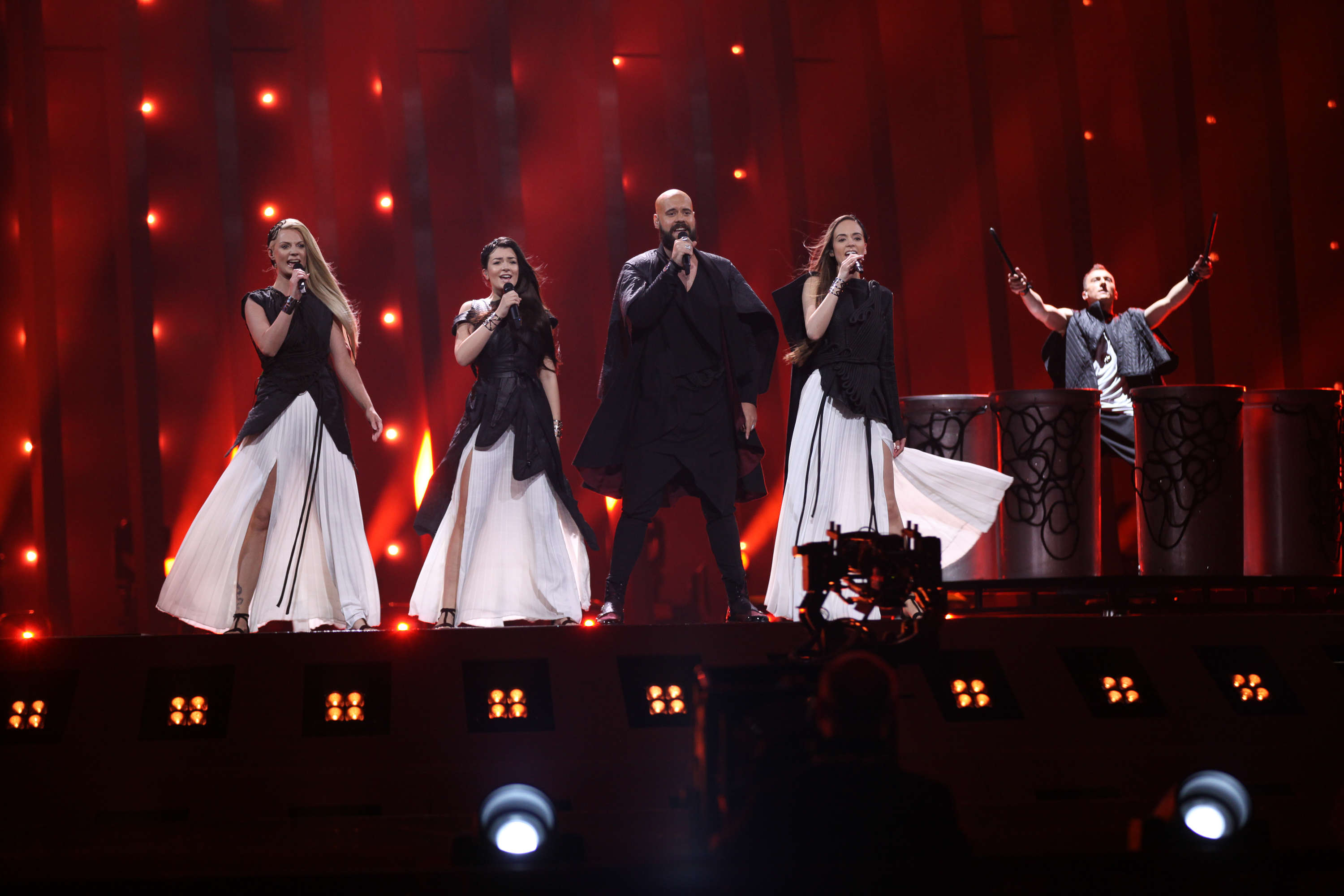
Sanja Ilić & Balkanika 2018
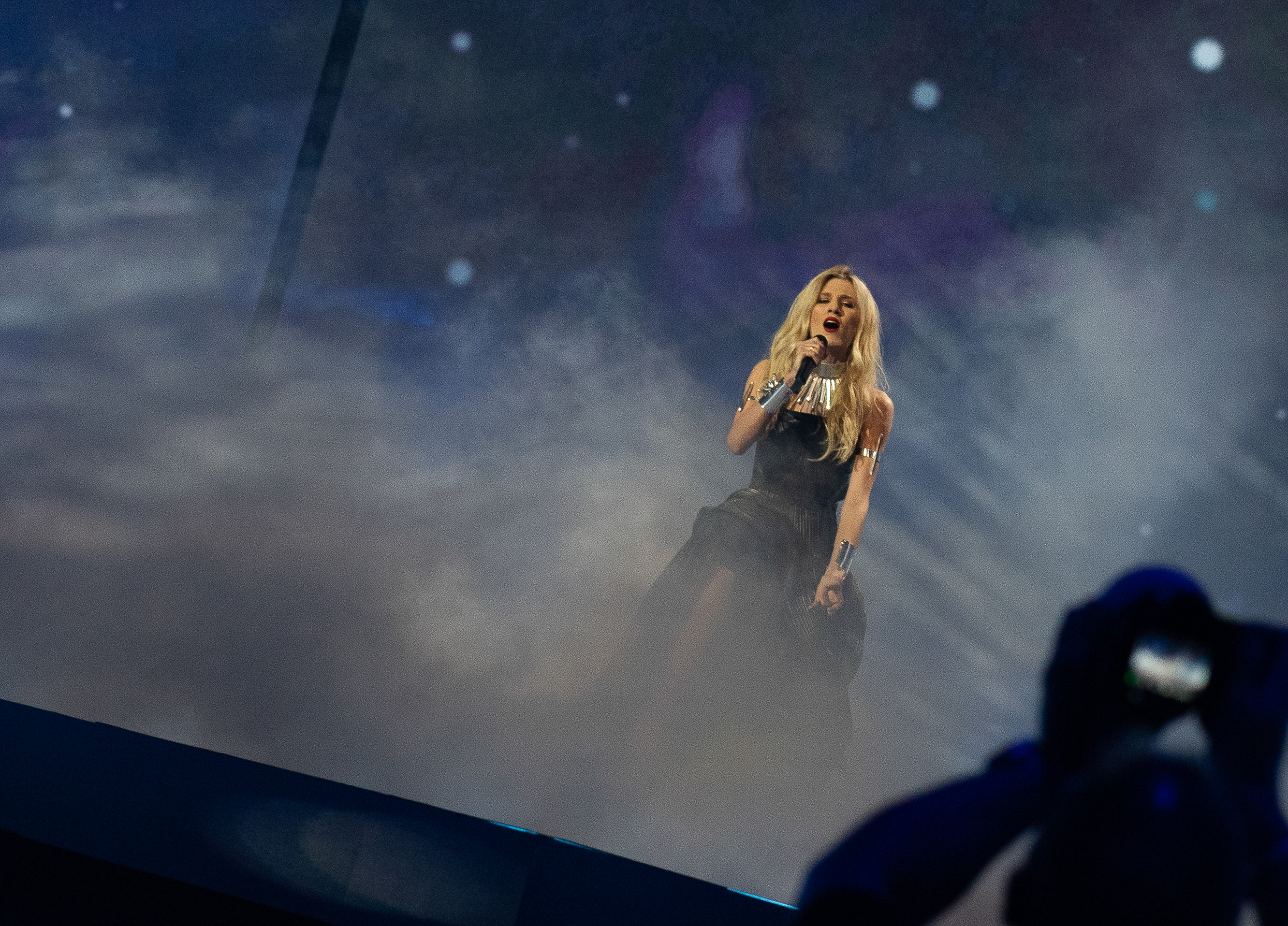
Nevena Božović 2019
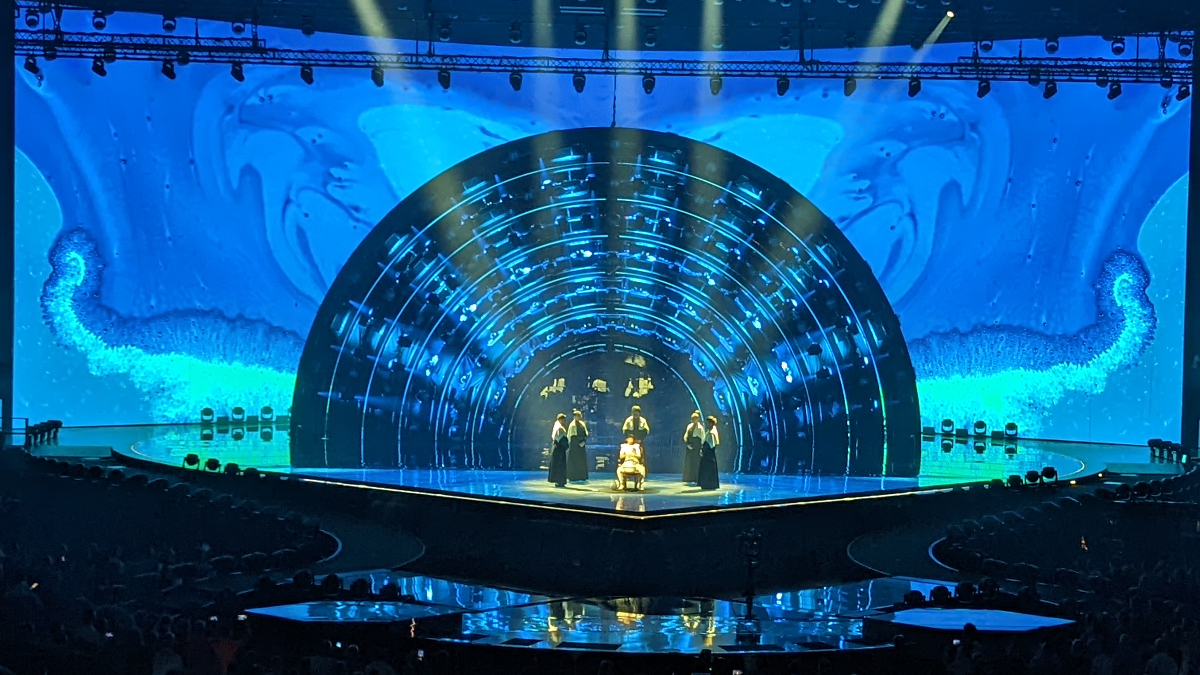
Konstrakta 2022
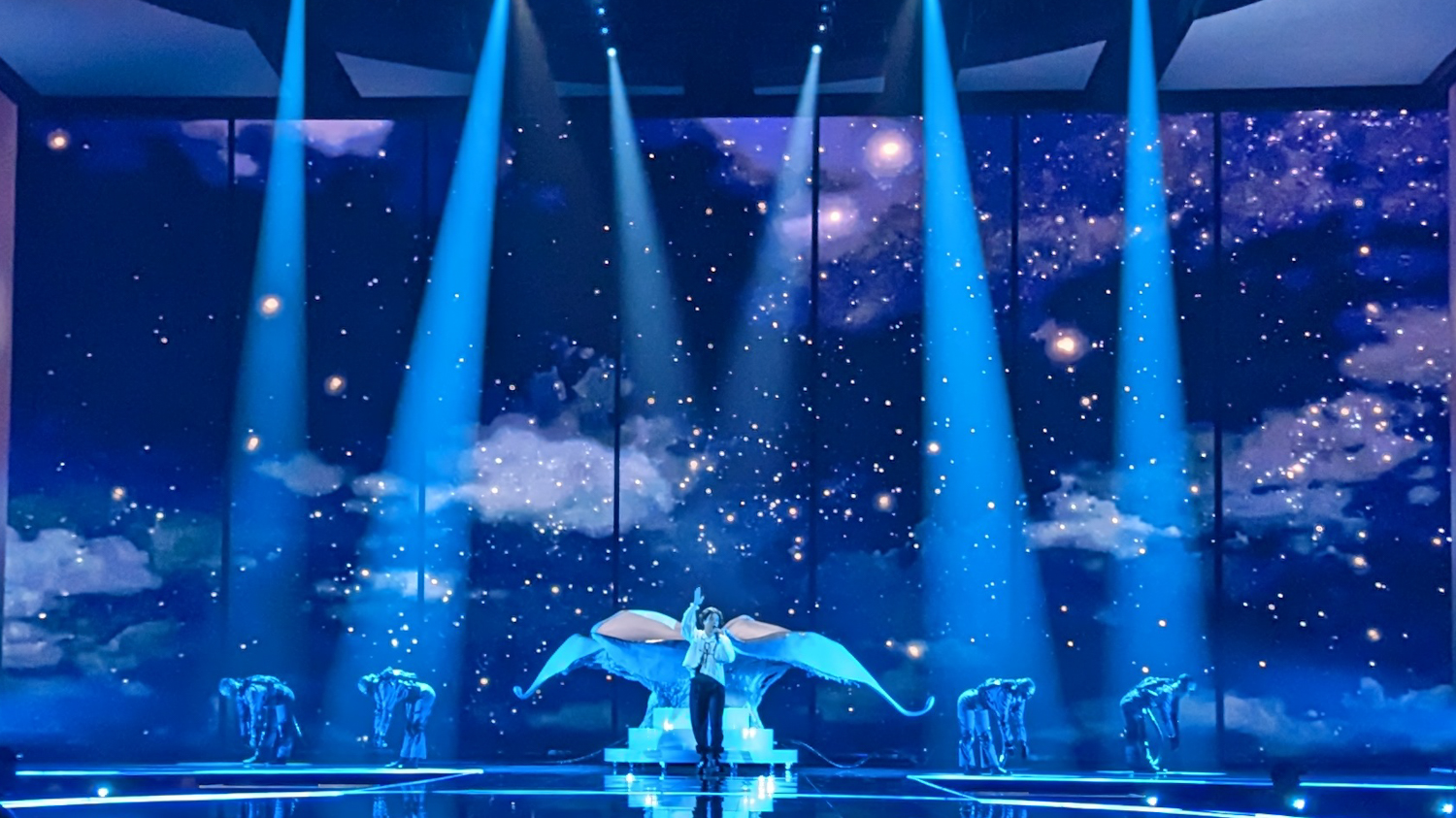
Luke Black 2023
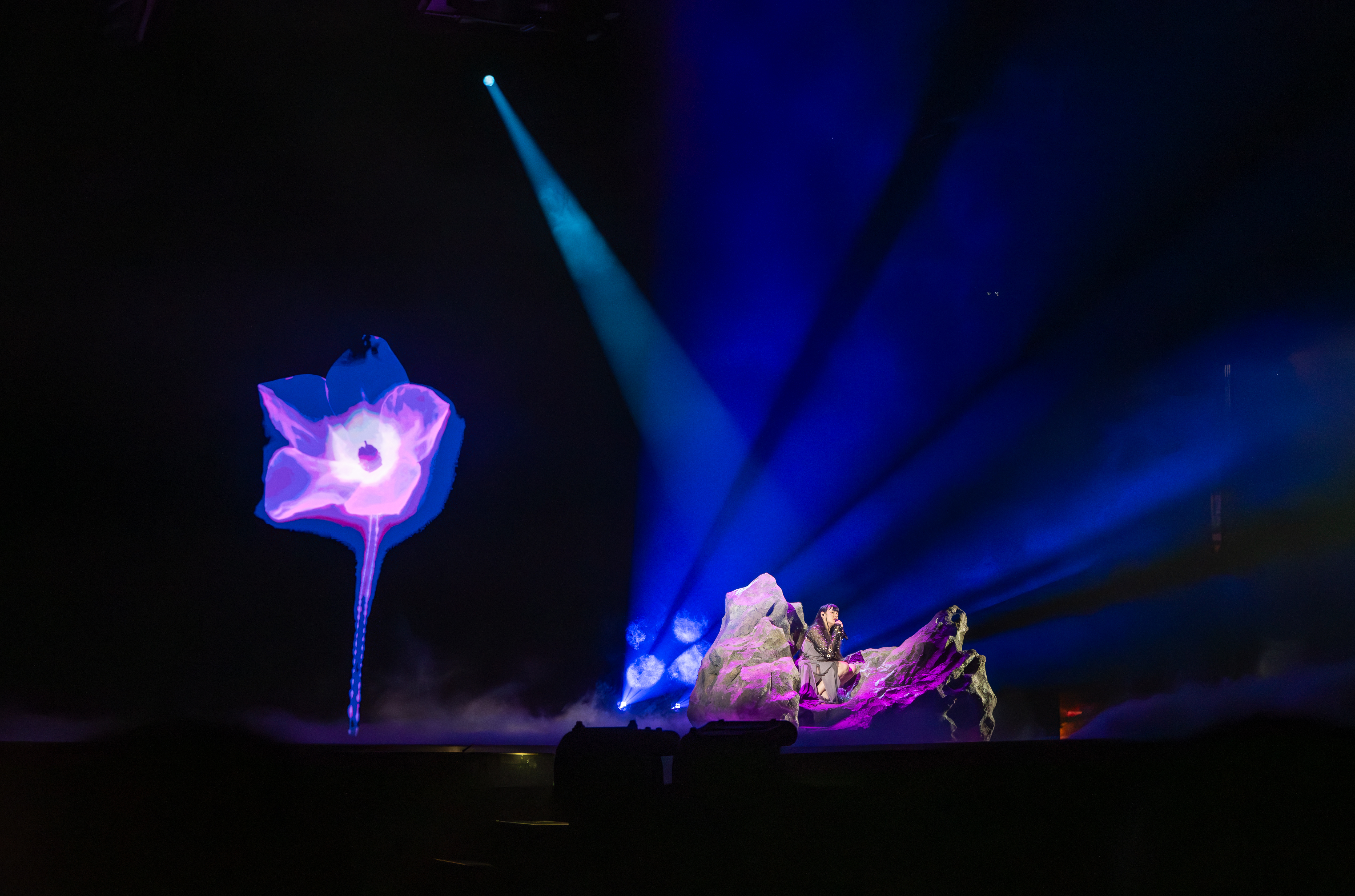
Teya Dora 2024
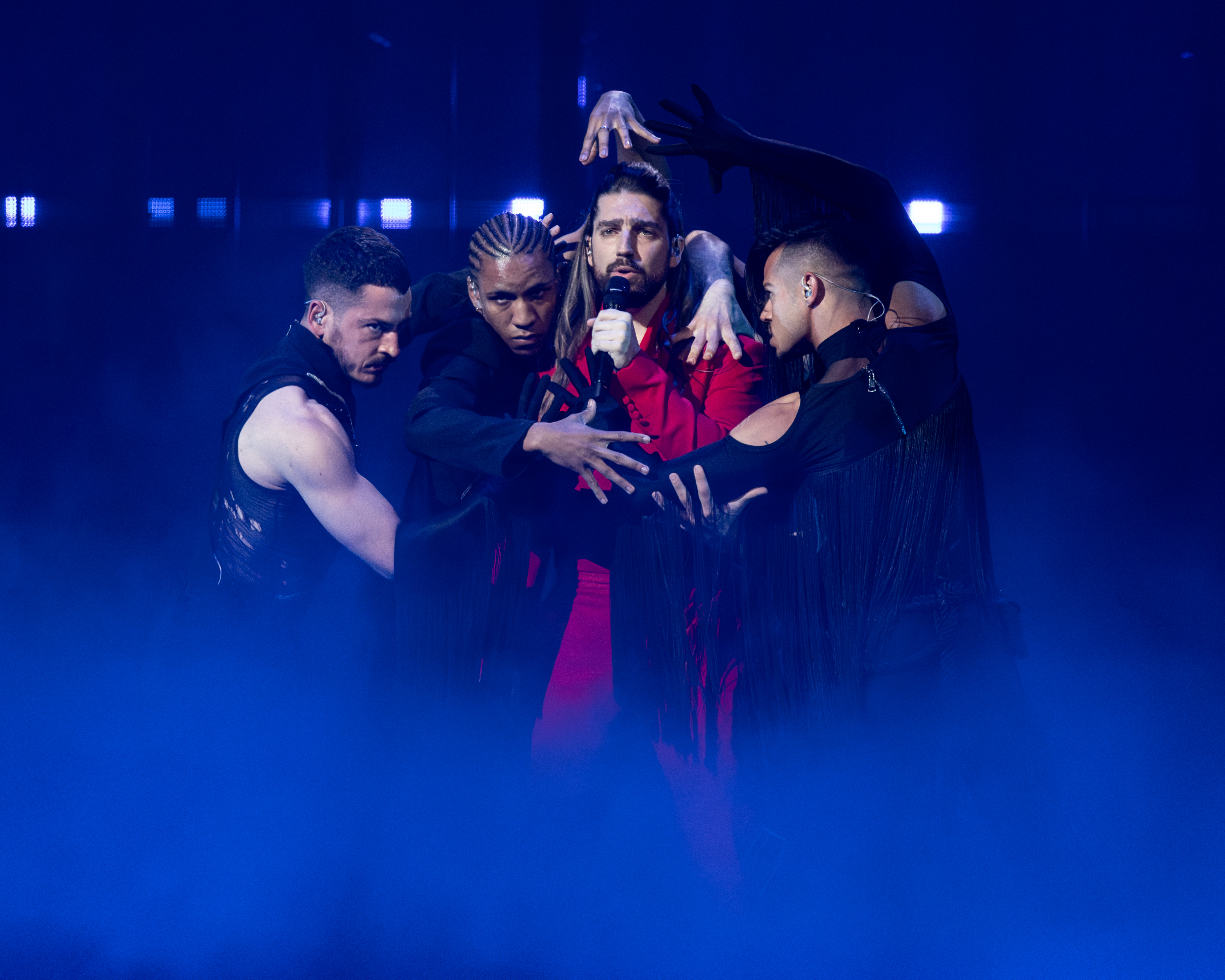
Princ 2025